# Lost (Robbie Williams)
Lost è un singolo del cantante britannico Robbie Williams, pubblicato il 5 agosto 2022 in occasione dei 25 anni di carriera di Williams. Questo brano  inedito anticipa la raccolta XXV, pubblicata il 9 settembre 2022.

## Descrizione
Robbie Williams ha dichiarato che il brano descrive momenti brutti della sua vita.